# Анна Цзин
Анна Льовенгаупт Цзин (англ. Anna Lowenhaupt Tsing; нар. 1952) — китайсько-американська антропологиня, професор кафедри антропології Каліфорнійського університету в Санта-Крус.

## Біографія
Цзин здобула ступінь бакалавра в Єльському університеті та ступені магістра (1976) і доктора філософії (1984) у Стенфордському університеті.
Після отримання докторського ступеня працювала запрошеним доцентом в Університеті Колорадо у Боулдері (1984–86) та доцентом в Массачусетському університеті в Емгерсті (1986–89). Потім приєдналася до Університету Каліфорнії в Санта-Крусі.
Цзин опублікувала понад 40 статей у відомих журналах, зокрема Cultural Anthropology та Southeast Asian Studies Bulletin. Вона здобула премію Гаррі Бенда за свою книгу «У царстві діамантової королеви» (1994). Її друга книга, Friction: An Ethnography of Global Connection (2005), була нагороджена премією Senior Book Prize Американського етнологічного товариства.
2010 року отримала грант Ґуґґенгайма  за проєкт «Про колообіг видів: стійкість різноманітності», етнографію гриба мацутаке.
2013 року Цзин отримала звання професора Нільса Бора в Орхуському університеті в Данії за внесок у міждисциплінарну роботу в гуманітарних, природничих, соціальних науках і мистецтві. Зараз вона розробляє міждисциплінарну програму дослідження антропоцену. Цзин є директоркою науково-дослідного центру AURA (Орхуський університет дослідження антропоцену).
З 1999 року Цзин була у стосунках із політологом і антропологом Джеймсом К. Скоттом, які тривали до його смерті в 2024 році.

## Праці
- In the Realm of the Diamond Queen: Marginality in an Out-of-the-way Place (1993)
- Friction: An Ethnography of Global Connection (2004)
- The Mushroom at the End of the World: On the Possibility of Life in Capitalist Ruins (2015)
- Arts of Living on a Damaged Planet: Ghosts and Monsters of the Anthropocene (2017)

### Переклади українською
- Некеровані по краях: гриби як види-компаньйони // Спільне, 23.01.2025
- Гриб наприкінці світу. Про можливість життя на руїнах капіталізму Х: ist publishing, 2025. ISBN 978-617-7948-52-9